# Suro Ismailov
Suro Ismailov, född 17 februari 1991, är en boxare bosatt i Norrköping.
Ismailov, med rötter i Armenien, har sedan sin debut i boxningsringarna 2007 raskt tagit plats i det svenska elitskiktet.
Han är svensk ungdoms- och juniormästare. Han tog som 17-åring silver i senior-SM, 2008, och har medverkat i svenska landslaget i såväl junior- som seniorklasser. Ismailov tog silver i 64-kilosklassen på nordiska mästerskapen 2009.
Suro Ismailov representerar Norrköpings Boxningsklubb Akilles och är studerande på Ebersteinska gymnasiet.